# Ischiopsopha nosduhi
Ischiopsopha nosduhi är en skalbaggsart som beskrevs av Alexis och Delpont 2000. Ischiopsopha nosduhi ingår i släktet Ischiopsopha och familjen Cetoniidae. Inga underarter finns listade i Catalogue of Life.